# Balthasar Russow
Balthasar Russow (Reval, 1536 – 1600) è stato uno storico tedesco attivo in Livonia e in Estonia.
Considerato uno dei più importanti cronisti attivo nella Confederazione livoniana, nacque a Reval, l'odierna Tallinn. Decise di compiere gli studi religiosi in un'accademia situata a Stettino, in Pomerania, una terra al tempo compresa nello Stato monastico dei Cavalieri Teutonici. In seguito, ricoprì il ruolo di pastore luterano della congregazione estone presso la Chiesa dello Spirito Santo a Reval dal 1566 fino alla sua morte.
Russow è conosciuto soprattutto per la cronaca che realizzò in lingua basso tedesca (Chronica der Provinz Lyfflandt) e dedicata alla storia della Livonia, con particolare riferimento al declino dell'ordine di Livonia e al periodo della prima guerra del nord (1558-1583). La cronaca fu stampata per la prima volta nel 1578 a Rostock, nel Meclemburgo, e riscosse un grande successo, tanto che il suo autore decise di farla ristampare in un'edizione rivista nel 1584.
Nella sua opera Russow si rivelò molto critico nei confronti dello sperpero e dell'immoralità delle classi superiori livoniane. I suoi toni si rivelarono inoltre particolarmente severi nei confronti delle credenze superstiziose e delle tradizioni pagane che ancora sopravvivevano nella cultura contadina estone e della scarsa affidabilità dei mercenari, ritenuti più attaccati ai soldi piuttosto che efficienti. Parole al miele erano invece riservate al dominio della nuova potenza regionale, la Svezia.
Nella letteratura recente, Russow risulta il protagonista di Kolme katku vahel (La tripla peste), un romanzo storico diviso in quattro parti dello scrittore estone Jaan Kross la cui prima sezione andò pubblicata nel 1970.